# Kovach Island
Kovach Island (englisch; bulgarisch остров Ковач ostrow Kowatsch) ist eine in südost-nordwestlicher Ausrichtung 630 m lange und 240 m breite Insel im Archipel der Südlichen Shetlandinseln. Sie ist die westlichste und größte der Onogur-Inseln und liegt 1,17 km nördlich des Misnomer Point, 0,76 km südöstlich von Cornwall Island und 1,08 km westlich des Shipot Point vor der Nordwestküste von Robert Island. Von Grod Island trennt sie eine 100 m breite Meerenge.
Britische Wissenschaftler kartierten sie 1968, bulgarische 2009. Die bulgarische Kommission für Antarktische Geographische Namen benannte sie 2013 nach der Ortschaft Kowatsch im Süden Bulgariens.